# Paweł Małecki (naukowiec)
Paweł Małecki (ur. 7 lutego 1985 w Gorlicach) – polski doktor habilitowany nauk technicznych, pochodzenia łemkowskiego, realizator dźwięku, pracownik naukowy Akademii Górniczo-Hutniczej w Krakowie. Były przewodniczący, Stowarzyszenia Ruska Bursa w Gorlicach, współzałożyciel i redaktor radia LEM.fm. Laureat Fryderyka 2024 za reżyserię dźwięku albumu "Władysław Żeleński – Pieśni wszystkie". Uroczysta gala, podczas której odebrał nagrodę w kategorii "Album Roku Muzyka Kameralna – Wokalna" wraz z wydawcą, odbyła się 28 kwietnia 2024 roku.